# Emmanuel Esparza
Emmanuel Esparza González (Valencia, 2 de marzo de 1976) es un actor de cine y televisión y  modelo español, con amplia trayectoria en su país natal y en Colombia, donde vive desde 2009.

## Biografía
Emmanuel Esparza González es oriundo de Valencia (España), amante del baloncesto, practica tenis, judo, boxeo, esgrima, snowboard y hasta equitación; estudió publicidad y relaciones públicas, un repentino impulso lo obligó a dejar su carrera y meterse en un taller de guion cinematográfico, para luego verse inmerso en el mundo de la actuación por un cúmulo de casualidades como el mismo lo describe, eso sí, contando con el recelo de su familia que no le auguraban ningún futuro en una carrera a la que consideraban incierta.
Debutó como actor en el mundo de las series de televisión con La dársena de poniente, tiene en su haber varias películas y series. Es recordado por interpretar a Nacho, pretendiente de Bea, en la versión española de Yo soy Betty, la fea llamada Yo soy Bea, de gran éxito en España.
En los últimos años, ha desarrollado una exitosa carrera como protagonista en varias producciones televisivas en Colombia como La Pola, Mentiras Perfectas, Fugitivos y Romina Poderosa.

## Vida personal
El 21 de mayo de 2015 en Bogotá (Colombia) nació su hija Zoé.

## Filmografía

### Televisión
| Año         | Título                               | Personaje                     |
| ----------- | ------------------------------------ | ----------------------------- |
| 2005 - 2006 | Negocios de familia                  | Roberto                       |
| 2006 - 2007 | La dársena de poniente               | Rubén                         |
| 2007 - 2009 | Yo soy Bea                           | Ignacio "Nacho" Goñi          |
| 2009        | Águila roja                          | Rafael Valverde               |
| 2010 - 2011 | La Pola                              | Alejo Sabarain                |
| 2011        | Tierra de lobos                      | Rodrigo                       |
| 2013 - 2014 | Mentiras perfectas                   | Dr. Cristóbal Alzate          |
| 2014        | Fugitivos                            | Julián Duarte                 |
| 2015 - 2016 | Sala de urgencias                    | Dr. Eduardo Mejía             |
| 2017        | Venganza                             | César Riaño                   |
| 2017        | El señor de los cielos               | Antonio María "Tony" Pastrana |
| 2018        | Sitiados                             | Bocanegra                     |
| 2019        | Secretos de Estado                   | Presidente Alberto Guzmán     |
| 2020        | La reina de Indias y el conquistador | Pedro de Heredia              |
| 2021 - 2022 | Servir y proteger                    | Víctor Salas                  |
| 2022        | No fue mi culpa: Colombia            | Participación especial        |
| 2023        | Romina poderosa                      | Sergio Vélez Santamaría       |
| 2025        | Perfil falso                         | Dr. Joaquín Duval             |

## Reality
| Año  | Título                        | Rol                         |
| ---- | ----------------------------- | --------------------------- |
| 2021 | MasterChef Celebrity Colombia | Participante 12.º expulsado |
| 2022 | MasterChef Celebrity España   | Participante 1.º expulsado  |

## Cine
| Año  | Título                    | Personaje | Nota |
| ---- | ------------------------- | --------- | ---- |
| 2013 | Alpha                     |           |      |
| 2023 | ¿Qué corre por tus venas? | Hollywood |      |

## Teatro
| Año  | Título                                          | Personaje | Nota |
| ---- | ----------------------------------------------- | --------- | ---- |
| 2014 | No sé si cortarme las venas o dejármelas largas | Aarón     |      |

## Premios y reconocimientos

### Premios TVyNovelas (Colombia)
| Año  | Categoría                             | Telenovela         | Resultado |
| ---- | ------------------------------------- | ------------------ | --------- |
| 2017 | Mejor actor de reparto de serie       | Venganza           | Nominado  |
| 2015 | Mejor actor protagónico de serie      | Fugitivos          | Nominado  |
| 2014 | Mejor actor protagónico de serie      | Mentiras perfectas | Ganador   |
| 2011 | Mejor actor protagónico de telenovela | La Pola            | Nominado  |

### Premios Talento Caracol (Colombia)
| Año  | Categoría               | Telenovela o serie | Resultado |
| ---- | ----------------------- | ------------------ | --------- |
| 2015 | Mejor actor protagónico | Fugitivos          | Nominado  |
| 2014 | Mejor actor protagónico | Mentiras perfectas | Ganador   |